# ポリエチレン詰清涼飲料

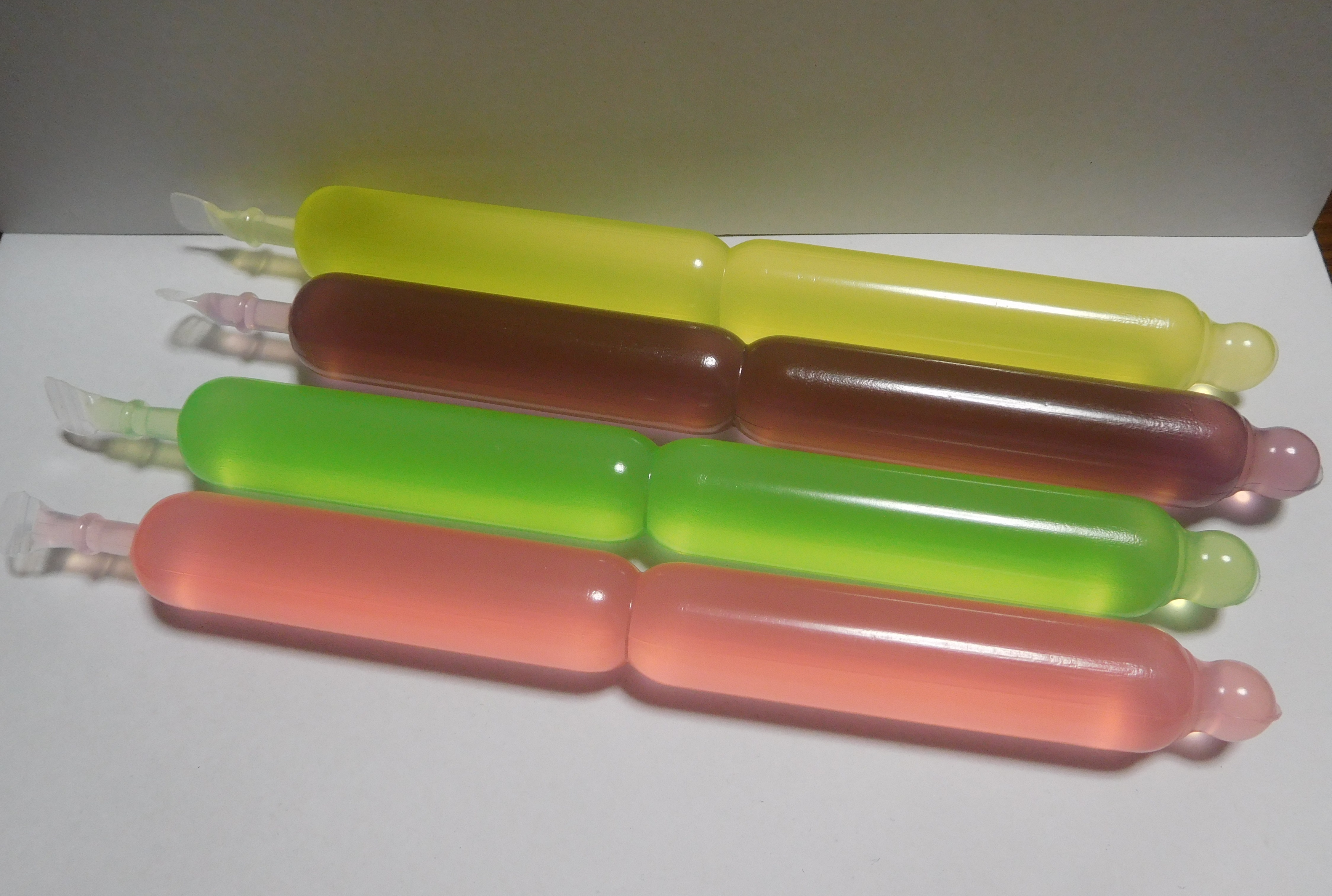
ポリエチレン詰清涼飲料
上から順にレモン味・ぶどう味・メロン味・いちご味とされるが、果汁は入っておらず、着色料以外の成分はすべて同じである。

ポリエチレン詰清涼飲料（ポリエチレンづめせいりょういんりょう）は、ポリエチレン製の棒状の容器に清涼飲料を充填したもので、凍結させてアイスキャンディーとしても食べられる商品。棒状の部分の中央にくびれがあって、凍結させた状態でここを容器ごと折ることが出来るようになっている。くびれを入れるようになった理由は「折り易くするため」「凍らせやすくするため」「運搬時の商品保護の為」とメーカーによって様々である。充填機メーカーの備南工業によると、自動的に転がして機械へ入るために真ん中にくびれを入れた。(筒状だとへこみ等が発生し転がらないことが発生したため。)

## 概要
1950年代後半にポリエチレンが食品容器として段階的に承認されるようになったが、成形品の容器が登場するのは少し遅れたとされており、ポリエチレン詰清涼飲料の本格的な登場も1960年代以降となる。
1953年頃、東京ではじめてポリエチレン詰清涼飲料が発売。当時「ポリジュース」などと呼ばれ、1970年頃には15円程度で販売された。
代表的な商品であった「チューペット」の製造開始は1975年で、当初は棒状の容器の端を噛み切って中身を吸う形であったが、その後、棒の中程にくびれを入れて折れるようにして、ヒット商品となった。
1979年9月17日には、厚生省が環食第二四二号の「ポリエチレン製容器包装詰清涼飲料水の容器包装の熱封かん強度について」を各都道府県に通知し強度試験をするよう指導した。
現在は、10社弱あまりの中小企業が製造しており、分野調整法によって大企業による製造が制限される製品となっている。

## 多様な呼称

### 一般的な呼称
略して、ポリ飲料と称されることがあるほか、ポリ容器入り清涼飲料水、ポリ容器清涼飲料水、ポリドリンク、ポリジュース、あるいは氷菓用飲料として言及されることもある。「棒ジュース」という呼称での言及もある。

### 各地での呼称
1975年から2009年まで製造されていた「チューペット」は、代表的な商品であったため、他社が製造するものも含めこの名で言及されることがある。
他に、チューチュー、チューチュー棒、ポッキンアイス、パッキンアイス、など様々な各社商品名由来の呼称がある。
- 岐阜県では「カンカン棒」の名で広く知れ渡っており、由来は岐阜の方言の「硬い」という意味の「カンカン」からきている[22]。
- 北海道、東北地方では「ポッキン・ポッキンアイス」の名で広く知れ渡っており、由来はアイスを真ん中で2つに「ポキッ」と折る所からきている[23]。また「ミルちゃん」の名でも知れ渡っており、宮城県に本社がある株式会社アキヤマの「ミルちゃんフルーツ」からきている[24]。
- 九州地方の一部では「パンちゃん」と呼ばれており、由来は九州限定の生活協同組合の商品名からきている[23]。なお、「兄弟ゲンカが起きる」という客の声から、全国初「両凸容器」を製品化したのが「パンちゃん」だった[24]。
- 沖縄では「ミッキー」と一部呼ばれており、由来は石垣島発祥で、当時製造販売していた会社がミッキーマウスを真似てネズミのイラストをパッケージにつけたことが始まり[23]。

- 佐賀新聞が2021年9月に実施した読者アンケート（回答者の8割が佐賀県出身）では、「棒ジュース」、「棒アイス」、「ボンボン」の順に回答数が多く、上位2件で全体の4割を占めた[2]。佐賀県にある当製品のメーカーは、県内の取引先とは「棒ジュース」、県外の取引先とは「ポリドリンク」という名称でやり取りを行い、自社のウェブサイトでは「棒ジュース」と表記している[2]。

## 他国の類似清涼飲料

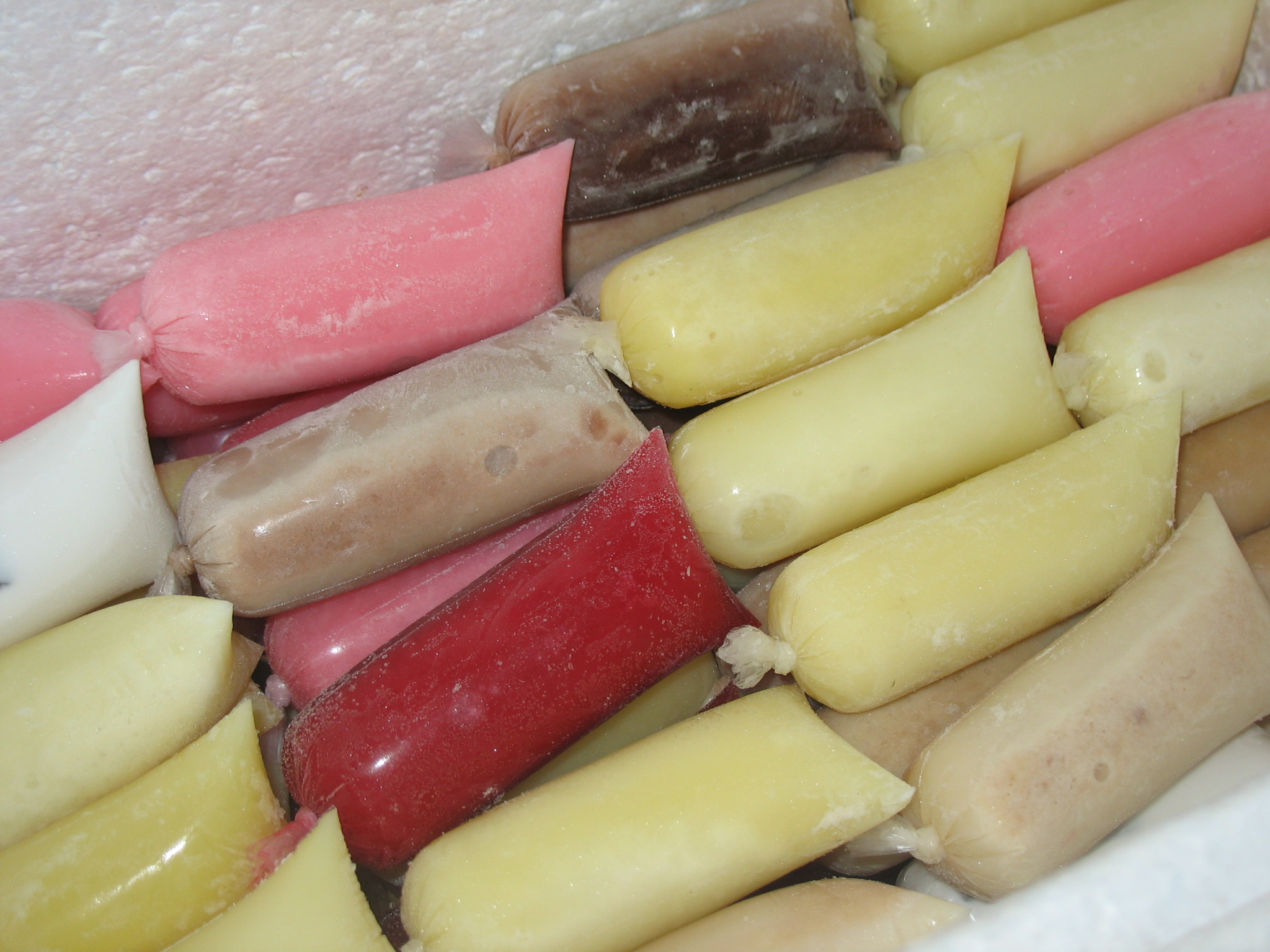
南米のBolis（ペルーやコロンビアではCurichi（スペイン語版））
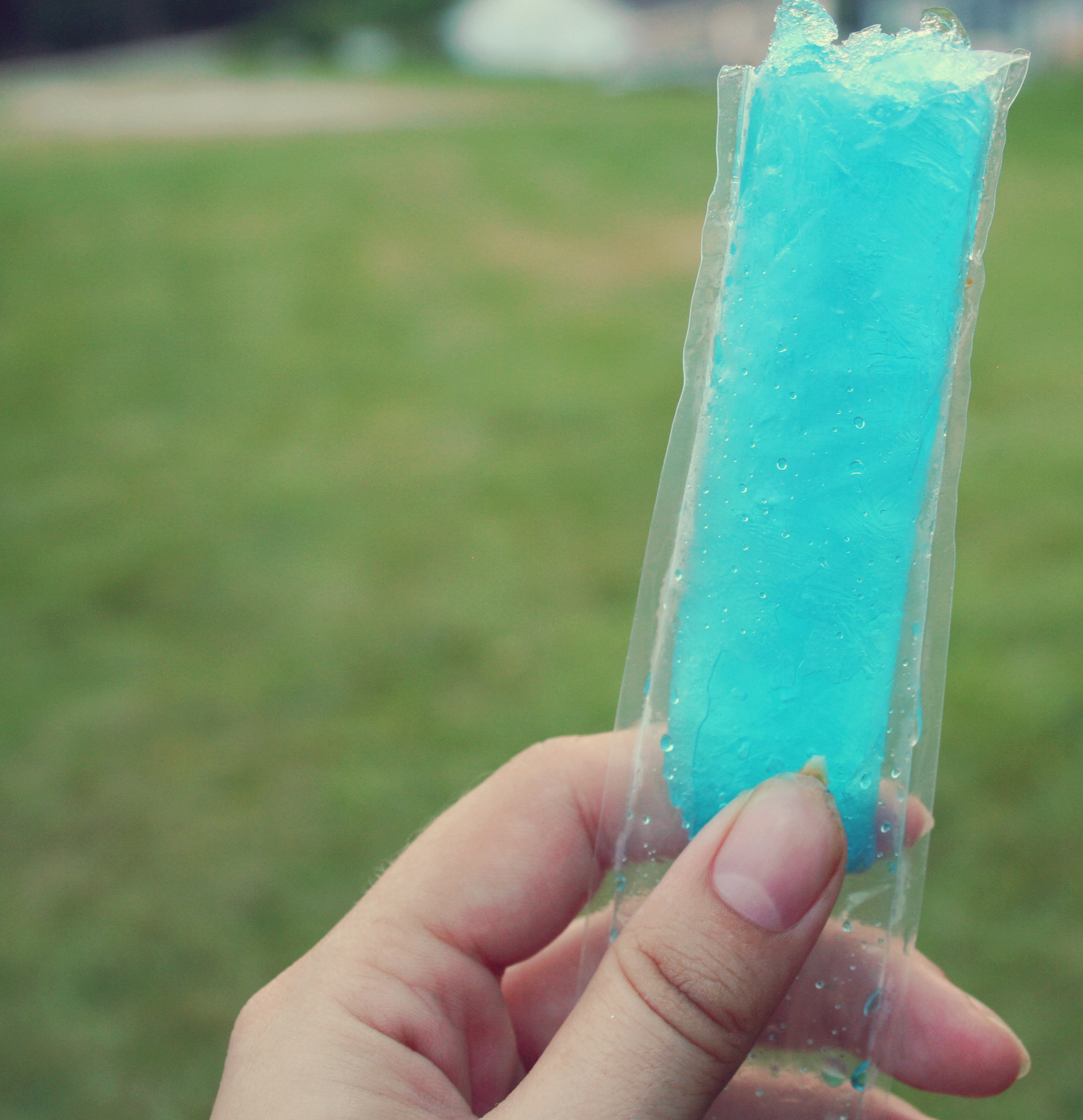
英語圏のFreezie
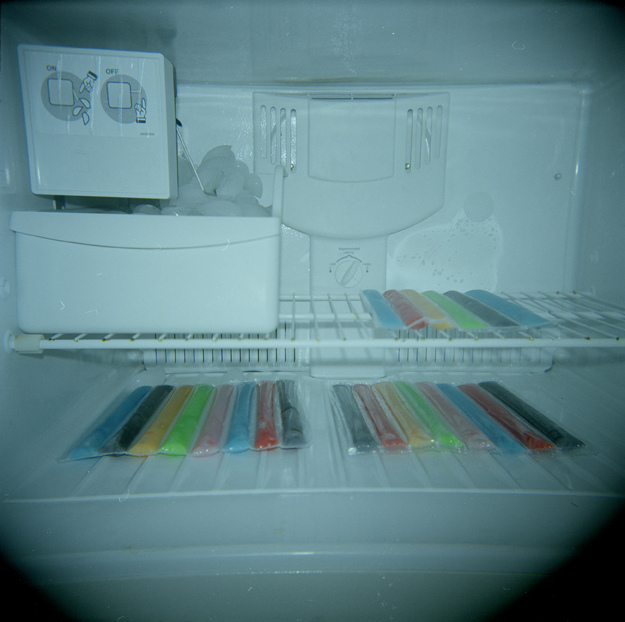
冷凍庫内に置かれたFreezie